# Lyndon LaRouche
Lyndon Hermyle LaRouche Junior (Rochester, 8 settembre 1922 – Leesburg, 12 febbraio 2019) è stato un politico e attivista statunitense. Diresse varie organizzazioni politiche negli Stati Uniti d'America e in altri Paesi, fra cui l'Italia dove è attivo il "Movimento internazionale per i diritti civili - Solidarietà". Ha fondato inoltre la Commissione nazionale dei comitati dei lavoratori e lo Schiller Institute. Nonostante non abbia mai conseguito una laurea, ha all'attivo molti scritti su argomenti economici, scientifici, politici e culturali.
È considerato una sorta di "candidato perenne" alla presidenza degli Stati Uniti d'America, avendo stabilito il record di tentativi di candidatura consecutivi (ben 8 volte). Il primo tentativo risale al 1976 con un piccolissimo partito, lo U.S. Labor Party da lui fondato. Dal 1980 ad oggi, si è sempre presentato alle primarie del Partito Democratico per la nomina del candidato alla presidenza (addirittura, nel 1992, lanciò la sua candidatura dal carcere, essendo stato condannato nel 1988 a 15 anni per violazioni della normativa fiscale e truffa postale).
I suoi detrattori nel tempo lo hanno definito come un estremista politico folle, cospirazionista e sempre in cerca di attenzione. Altri critici lo hanno descritto come un "fascista", un "santone", un "omofobo" ed un "antisemita", oltre che come "un incorreggibile marxista-leninista".
I suoi sostenitori lo considerano invece un individuo "brillante ed ingiustamente perseguitato", "il vero nemico delle forze sinarchiste che puntano alla realizzazione di un governo mondiale imperiale di stampo liberale". Secondo l'Executive Intelligence Review (organo ufficiale del Movimento LaRouche), l'ex-senatore democratico statunitense ed ex candidato alla presidenza Eugene McCarthy ha definito LaRouche:
LaRouche fu considerato anche come l'antesignano del moderno populista. Si definiva platonico e anti-aristotelico, anticapitalista, antiglobalizzazione e sosteneva alcune teorie del complotto e la lotta alla droga. Criticò anche le associazioni ambientaliste e i loro legami con la famiglia reale britannica accusata di neoimperialismo assieme all'Arabia Saudita.
Nel 1988, LaRouche è stato condannato a quindici anni di reclusione, assieme ad altri collaboratori per cospirazione, frode postale e frode fiscale, condanna considerata dai sostenitori e anche da alcuni osservatori neutrali come una vera e propria persecuzione per motivi politici, voluta dal presidente George H. W. Bush.
Questo tuttavia non gli ha impedito di proseguire nel suo impegno politico, lanciando (come già ricordato) perfino la sua quinta candidatura alla presidenza degli Stati Uniti, mentre era imprigionato. Viene graziato dal presidente Bill Clinton nel 1994 dopo aver scontato circa cinque anni di pena.
Era il Direttore del Servizio notizie dell'Executive Intelligence Review, il nucleo del Movimento LaRouche.

## La gioventù
Lyndon LaRouche è figlio di Lyndon H. LaRouche Senior (1º giugno 1896 - dicembre 1983), immigrato del Québec e produttore di scarpe del New England, e di Jessie Lenore Weir (12 novembre 1893 - agosto 1978), discendente di William Brewster, uno dei Padri Pellegrini.
Primo di tre figli, frequenta la scuola elementare di Rochester fino al 1936. In quell'anno, tutta la famiglia LaRouche si sposta a Lynn (Massachusetts). Lyndon LaRouche Sr. infatti si licenzia dalla United Shoe Machinery Corporation, la fabbrica di scarpe per cui lavorava, per fondare lì una impresa propria.
La sua famiglia appartiene alla Comunità dei Quaccheri, che vieta ai suoi aderenti di ricorrere alla violenza anche in caso di autodifesa. Per questo motivo, anche se il piccolo LaRouche è di frequente oggetto di atti di bullismo da parte dei suoi compagni (che lo soprannominano "Testa grossa"), non reagisce e si mantiene in disparte. Diventa così un ragazzino molto solitario e molto studioso: impara a leggere a cinque anni e a parlare in inglese, francese e tedesco. Adora le lunghe passeggiate e legge avidamente le opere di Cartesio, Leibniz e Kant.
Nel 1940, la Comunità quacchera di Lynn decide di "disconoscere" (ovvero, di espellere dalla Comunità stessa) LaRouche Jr., colpevole di aver diffuso libelli diffamatori e maldicenze inerenti altri membri della comunità. La famiglia tutta, per solidarietà, abbandona la Comunità nell'ottobre del 1941. I suoi genitori fonderanno una propria Comunità negli anni sessanta a Boston, di cui LaRouche Jr. sarà membro attivo, anche se i rapporti con le altre Comunità di Quaccheri del New England non saranno mai idilliaci.
In quegli anni, LaRouche si iscrive alla Northeastern University di Boston, che però abbandona nel 1942 a causa dei voti bassi (nonostante attesti tutt'altro nella sua autobiografia). Durante la seconda guerra mondiale, sceglie l'obiezione di coscienza per motivi religiosi, servendo in una base del Civilian Public Service. Qui aderisce immediatamente ad una piccola fazione in disaccordo con gli amministratori del campo. Nel 1944, cambia idea e decide di arruolarsi nell'Esercito statunitense come ausiliario nelle unità mediche in India e in Birmania.
Durante questo periodo, legge le opere di Karl Marx e passa al marxismo. Mentre però torna a casa a bordo della USS General Bradley (1946), LaRouche incontra l'amico, concittadino e soldato Don Merril, che lo "converte" al trotskismo. Una volta tornato negli Stati Uniti, si iscrive nuovamente alla Northeastern University con l'intenzione di laurearsi in Fisica, ma abbandona gli studi ancora una volta criticando "la rozzezza degli accademici" di Boston.

## Il periodo "trotskista"
Nel 1948, LaRouche fa ritorno a Lynn ed inizia a frequentare la sezione locale del Partito Socialista dei Lavoratori (Socialist Workers Party, SWP), diventandone l'anno successivo membro a tutti gli effetti. Adotta uno pseudonimo (Lyn Marcus) per firmare i suoi lavori politici, ma la sua attività nel partito rimarrà limitata.
In questi anni, LaRouche si concentra su temi di economia (in particolare, gestione commerciale), cibernetica e psicoanalisi. Ma soprattutto si preoccupa della sua carriera: in quegli anni, diventa consulente di gestione a New York per varie aziende. Più in particolare, le sue consulenze riguardano la massimizzazione dell'efficienza e della produzione attraverso l'uso dei computer. Nel 1954, sposa la sua compagna di partito Janice Neuberger, dalla quale ha un figlio, Daniel (1956). Nel 1961, vanno a vivere in un lussuoso appartamento in Central Park West a New York, ma due anni dopo (1963) si lasciano. La Neuberger diventerà successivamente una delle leader del movimento femminista di New York.
Nel 1964, LaRouche diventa un sostenitore molto acceso della fazione trotskista "Tendenza rivoluzionaria", i cui membri erano stati espulsi dall'SWP. La fazione era fortemente influenzata dal pensiero del leader trotskista britannico Gerry Healy, allora capo della Lega Socialista del Lavoro (Socialist Labour League). Probabilmente anche LaRouche è stato influenzato dalle tesi fortemente catastrofiste di Healy.
Per sei mesi, LaRouche lavora a stretto contatto con Tim Wohlforth, il leader di "Tendenza rivoluzionaria". Wohlforth successivamente descriverà così LaRouche:
Nel 1965, LaRouche viene espulso dal Partito Socialista dei Lavoratori.
LaRouche ha successivamente sostenuto di essersi rapidamente disilluso del marxismo e anzi di aver già abbandonato l'SWP a metà degli anni cinquanta, per poi tornare a farvi parte solo perché gli fu richiesto espressamente dall'FBI, per non meglio chiarite "esigenze di sicurezza nazionale".
In una sua intervista a Pacifica Radio, invece, LaRouche ha sostenuto di essere tornato nell'SWP perché riteneva la Sinistra più adatta a combattere la "pericolosa utopia" della Destra, esemplificata dalla crisi dei missili di Cuba e dalla guerra del Vietnam.
Entrambe le versioni sono state smentite con forza sia dalla sua ex-moglie Janice Neuberger, sia dagli altri membri del partito.
Subito dopo essere stato espulso dall'SWP, LaRouche lascia anche "Tendenza rivoluzionaria" per aderire ad un'altra formazione trotskista, la Lega Spartachista, frutto di una scissione dal gruppo stesso di Wohlforth. Pochi mesi dopo lascia anche la Lega Spartachista, dichiarando "defunte" tutte le espressioni della Quarta Internazionale trotskista e annunciando che avrebbe costituito, assieme alla sua nuova compagna Carol Larrabee (conosciuta anche come Carol Schnitzer), la "Quinta Internazionale".
Nel 1966, la coppia aderisce al Comitato per l'Azione Politica Indipendente - una formazione della cosiddetta New Left americana - fondandone una sezione nel quartiere di West Village, a New York. LaRouche inizia a dare lezioni di materialismo dialettico per la New York Free School, attirando intorno a sé un gruppo di laureati della Columbia University, molti dei quali facenti parte del Partito Progressista del Lavoro (PPL) - una formazione maoista molto influente nel movimento studentesco Students for a Democratic Society (SDS).
Parlando di questo periodo nella sua autobiografia del 1988, LaRouche afferma che all'epoca non era affatto marxista. In realtà, lui avrebbe utilizzato la sua "familiarità" con il marxismo come "passaporto" per distogliere gli studenti dalla controcultura della New Left - secondo lui, finanziata con "propositi nefasti" dalla Fondazione Ford.
Il movimento di LaRouche successivamente sarà protagonista dello sciopero studentesco e dell'occupazione della Columbia University del 1968, riuscendo addirittura a controllare sia l'SDS che il PPL, attraverso un programma politico che univa le lotte degli studenti a quelle delle minoranze nere di Harlem. Questa crescita gli permette di costituire il "SDS Labor Committee" - una sorta di "terza via" all'interno dell'SDS, alternativa sia alla "Action Faction" di Mark Rudd (che successivamente darà vita al gruppo terrorista Weather Underground Organization), sia al "Praxis Axis" (che considerava gli studenti come l'avanguardia della rivoluzione).
Con il suo comitato, LaRouche contesta l'azione dell'SDS e della New Left in generale, accusando entrambe di essere troppo orientata verso la controcultura e troppo poco verso i lavoratori. Wohlforth così descrive le conferenze che LaRouche teneva alla Columbia University:

## La NCLC e l'«Operazione Mop-up»
LaRouche viene espulso anche dall'SDS nel 1969. Il suo "SDS Labor Committee" si trasforma così nella Commissione nazionale dei comitati dei lavoratori (National Caucus of Labor Committees, NCLC). Nonostante il nome, tuttavia, la Commissione non aveva alcuna correlazione con i movimenti sindacali, guardando di più agli intellettuali e alla avanguardia rivoluzionaria.
Dennis King, un giornalista statunitense che ha condotto una lunga inchiesta sul "fenomeno LaRouche", descrive come "altamente regolamentata" la vita interna della NCLC: i membri dovevano lasciare il proprio lavoro ed annullare la propria vita privata, dedicandosi devotamente al gruppo e al suo leader. Il movimento sviluppò una tecnica di autodisciplina chiamata "ego stripping" (traducibile con "spoliazione dell'io"), avente il preciso scopo di potenziare il sentimento di lealtà e di conformazione al leader, Lyndon LaRouche.
In quegli anni, il New York Times ed altri giornali pubblicano vari servizi riguardo ad alcuni membri della NCLC rapiti e forzati ad ammettere di aver subito un lavaggio del cervello. Il gruppo di LaRouche conferma le accuse ed anzi dichiara in una conferenza stampa di aver scoperto un vero e proprio complotto di CIA e KGB ai danni di Chris White, un cittadino inglese ventiseienne aderente alla NCLC ritornato a Londra assieme alla sua compagna, Carol Schnitzer (ex-fidanzata di LaRouche), per fondare una filiale britannica della NCLC.
King così ricostruisce quei momenti:
Subito dopo la NCLC adotta, sotto la direzione di LaRouche, tattiche violente e destabilizzanti. Secondo alcuni articoli apparsi sul settimanale newyorchese e su altri periodici, alcuni membri della NCLC provocano scontri ad alcune manifestazioni del Partito Comunista degli Stati Uniti d'America ed anche, successivamente, dell'SWP e di altri gruppi definiti da LaRouche "protofascisti di sinistra". Era la cosiddetta "Operazione Mop-up": secondo l'inchiesta condotta da Dennis King, alcuni ex-membri della NCLC che lasciarono il gruppo a quel tempo hanno affermato che LaRouche stava studiando la carriera di Adolf Hitler, adottando consciamente le prime tattiche del Partito Nazista.
Il dibattito sulle accuse di fascismo rivolte a LaRouche risale più o meno a questi anni. Secondo il suo ex-compagno di lotte Tim Wohlfort e il professor Dennis Tourish:
La NCLC si difende affermando di aver agito per autodifesa, nonostante tutti gli altri rapporti riportino che è stata proprio la NCLC a dare inizio alle violenze. LaRouche stesso accusa l'FBI di orchestrare, assieme alla leadership del Partito Comunista degli Stati Uniti d'America, la sua eliminazione.
La NCLC successivamente si impegnerà nella difesa del presunto criminale di guerra nazista John Demjanjuk (prosciolto dalla Corte Suprema Israeliana) e si assocerà alla Liberty Lobby, una lobby secondo alcuni vicina ad ambienti di destra conservatrice.

## Gli anni settanta
Nel 1971, LaRouche fonda lo U.S. Labor Party come braccio politico-elettorale del suo movimento, dichiarando di rifarsi nella sua azione al repubblicano Abraham Lincoln e al democratico Franklin Delano Roosevelt. In campo economico, il partito critica fortemente sia il Partito Democratico che il Partito Repubblicano per aver "abbandonato" le linee di politica economica tipiche del "sistema americano". Questo "sistema", secondo quanto dimostrato dalle teorie di "economia fisica" sviluppate dallo stesso LaRouche, sarebbe infatti l'unica strategia di politica economica capace di rendere il sistema economico di un Paese ad un tempo produttivo e in grado di attrarre capitali dall'estero.
Sempre nel 1971, LaRouche fonda la casa editrice New Solidarity International Press Service che si occupa delle sue pubblicazioni e il settimanale  Executive Intelligence Review.. Infine, è cofondatore della Fusion Energy Foundation, una fondazione che si occupa di temi energetici.
Il 2 dicembre 1971, LaRouche partecipa ad un vivace dibattito con l'economista keynesiano Abba P. Lerner al Queens College di New York, riguardo alle politiche di controllo dei prezzi e dei salari e di austerity messe in atto dall'amministrazione Nixon e dal regime militare brasiliano (misure già suggerite da un volantino della NCLC). I sostenitori di LaRouche rivendicano la sua schiacciante vittoria su Abba P. Lerner. Perfino il filosofo Sidney Hook (amico di Lerner presente al dibattito) dichiara:
LaRouche interpretò successivamente l'affermazione di Hook come una conferma della "conventio ad excludendum" operata nei suoi confronti da parte dell'«establishment accademico dei dipartimenti di Economia», che (sempre secondo LaRouche) si rifiutò da allora di invitarlo ad altri dibattiti per paura di ulteriori figuracce.
Già dalla metà degli anni settanta, ad ogni modo, LaRouche e il suo movimento abbandonano del tutto le idee socialiste. Dalla lista dei libri "assolutamente da leggere" dei seguaci di LaRouche scompaiono le opere di Marx e Lenin, sostituite da quelle di Alexander Hamilton, Friedrich Schiller e Platone. Un primo segnale di questo cambio si rintraccia negli articoli di Allen Salisbury (membro del Direttivo della NCLC) su Henry Charles Carey e la "Scuola del Sistema Americano", che poi culmineranno nel libro dello stesso Salisbury intitolato The Civil War and the American System.
L'organizzazione di LaRouche, nonostante alcune voci dissenzienti, adotta le tesi di Salisbury - che considera l'approccio del "sistema americano" differente ed in alcuni casi migliore di quello marxista e liberista. Le pubblicazioni della NCLC riflettono immediatamente questo cambiamento: viene infatti subito pubblicata una raccolta di tesi originali intitolata The Political Economy of the American Revolution. Lo stesso LaRouche diventa un forte sostenitore dell'energia nucleare e della Strategic Defense Initiative, il sistema di missili balistici a guida laser ipotizzato in quegli anni per controbattere la minaccia sovietica.
Nel 1974, un ex-membro dello U.S. Labor Party, Gregory Rose, pubblica un articolo su  National Review., in cui afferma che LaRouche ha stabilito contatti con alcune formazioni terroristiche palestinesi come il Fronte Popolare per la Liberazione della Palestina, con la missione diplomatica irachena presso le Nazioni Unite ed anche con alcuni diplomatici sovietici.
I contatti con l'Iraq sembrano confermati dagli articoli filo-iracheni del suo giornale New Solidarity, pubblicati lungo tutto il 1975, che riprendevano molti discorsi dell'allora vicepresidente iracheno Saddam Hussein. LaRouche compie anche una visita a Baghdad sempre nel 1975, dove presenta in una conferenza congiunta con il Partito Ba'th il suo "Piano Oasi" - un accordo di pace fra Israele e i Paesi arabi basato su progetti di sfruttamento congiunto delle risorse di acqua dell'area.
Nel 1976, LaRouche si candida per la prima volta alla presidenza degli Stati Uniti con il suo U.S. Labor Party, ottenendo 40 043 voti (pari allo 0,05%). Durante la campagna elettorale, è il primo candidato in assoluto a trasmettere un messaggio elettorale a pagamento di circa mezz'ora in televisione, raggiungendo così una più vasta audience. Questa diventerà poi una caratteristica di tutte le seguenti campagne degli anni ottanta e novanta.
Il 24 settembre 1976, l'editorialista del Washington Post Stephen Rosenfeld scrive a proposito del messaggio elettorale di LaRouche:
Nel 1977 sposa l'attivista politica tedesca Helga Zepp e nel 1979 conduce alcune delle sue attività nell'ambito del Partito Democratico, nonostante la disapprovazione delle alte sfere del Partito.
Verso la fine degli anni settanta, la  Heritage Foundation., la  Anti-Defamation League. e il New York Times iniziano a pubblicare documenti ed altri materiali fortemente critici nei confronti del movimento di LaRouche. Questi reagisce definendola:
In tempi più recenti, LaRouche ha confermato di essere stato oggetto di un attacco coordinato attraverso il programma di controspionaggio dell'FBI denominato "COINTELPRO".
Nel 1979, Chip Berlet scrive il primo di una lunga serie di articoli su LaRouche per il  Chicago Sun Times., per poi pubblicare nel 1981, assieme a Russ Bellant e al già citato Dennis King, una serie di documenti che rivelano una serie di attività potenzialmente illegali svolte da LaRouche e dai suoi seguaci. I tre chiedono un'inchiesta, LaRouche risponde citando in giudizio Berlet e King per diffamazione, assieme alla rete televisiva NBC e alla  Anti-Defamation League..
Proprio durante il processo, la NBC solleva dubbi sulla effettiva "conversione" di LaRouche dal marxismo al conservatorismo tendente alla tutela degli interessi statunitensi. Anche la Heritage Foundation afferma in un suo rapporto che, nonostante i suoi atteggiamenti riconducibili alla destra conservatrice ed anti-comunista, le misure politiche di LaRouche "suggeriscono alla fin fine gli stessi obiettivi della politica estera sovietica". LaRouche perderà successivamente la causa e sarà costretto anche a risarcire per danni la NBC.
Sempre in questi anni, la Suprema Corte di New York dichiara, nell'ambito di un altro processo per diffamazione, che è lecito (in inglese, un "fair comment") definire LaRouche un antisemita.

## Gli anni ottanta
Nonostante sia un membro a tutti gli effetti del Partito Democratico, LaRouche è fra i critici più feroci del presidente Jimmy Carter - con cui poi concorrerà nel 1980 per la candidatura alla presidenza. Al contrario, offre al neoeletto presidente Ronald Reagan le sue conoscenze e i suoi studi, svolti durante gli anni settanta, sui possibili usi del laser e di altre armi ad energia contro la minaccia dei missili nucleari.
All'inizio del 1981, LaRouche ed alcuni suoi collaboratori si incontrano con il Ministro per l'Energia Donald Hodel, il Ministro dell'Interno James G. Watt, il Consigliere per la Ricerca Scientifica George Keyworth e l'ufficiale del Dipartimento di Stato Richard Morris. Sempre nel 1981, LaRouche e sua moglie Helga Zepp-LaRouche si incontrano anche con il Vice-Direttore della CIA Bobby Ray Inman. L'ex-capo dei servizi segreti tedeschi e amico di lungo corso di LaRouche, il generale Paul-Albert Scherer, così ricorda quei momenti in una conferenza stampa del 6 maggio 1992:
Uno degli specialisti militari che sostenne la Strategic Defense Initiative (SDI), il tenente generale in pensione ed ex-direttore della Defense Intelligence Agency Daniel O. Graham, si è successivamente risentito dei tentativi di LaRouche di attribuirsi il merito della SDI, lamentando furiosi attacchi alla sua persona e affermando di ricevere ancora richieste di chiarimenti riguardo ai suoi rapporti con LaRouche. Graham definisce inoltre questi come "un incorreggibile marxista-leninista che si atteggia ad uomo di destra per poter spillare soldi ai conservatori".
L'accusato ha controbattuto specificando che la prima versione della SDI rispecchiava largamente il progetto introdotto da LaRouche stesso nei colloqui segreti USA-URSS del febbraio 1982. Anzi, LaRouche accusa Graham di essersi autoattribuito la paternità del progetto e di essere stato uno dei responsabili della eliminazione degli "elementi cruciali del progetto originale" dalle successive stesure.
Ad ogni modo, non esistono prove concrete - al di fuori di quelle presentate dal suo movimento - riguardo al ruolo effettivo di LaRouche nello sviluppo dello "Scudo spaziale".
Nonostante la comunanza di vedute sulla SDI, LaRouche contesta l'appoggio di Reagan alla Gran Bretagna durante la guerra delle Falklands (che LaRouche chiamerà sempre con il nome argentino di Malvinas), affermando che questo appoggio costituisce una violazione della dottrina Monroe. Contesta anche la decisione di Reagan di finanziare i Contras nicaraguegni e le politiche di "crescita zero" del Club di Roma, a cui opporrà un "Club della Vita" da lui fondato. Il 23 maggio 1982, LaRouche si incontra con il presidente messicano José López Portillo, consigliandolo di sospendere i pagamenti del debito estero, di introdurre controlli sui cambi e di nazionalizzare le banche messicane (tutte misure successivamente intraprese da Portillo fra l'agosto e il settembre del 1982).
Nel 1982, il settimanale U.S. News and World Report cita in giudizio per danni il movimento LaRouche, accusando alcuni dei suoi membri di condurre interviste telefoniche spacciandosi per reporters del settimanale. Durante il processo, LaRouche e il suo assistente Jeffrey Steinberg confermano la pratica delle interviste telefoniche condotte sotto false generalità. Tuttavia, precisano che l'ordine è quello di presentarsi come impiegati di riviste "non esistenti". Ammettono inoltre di aver infiltrato gli staff degli altri candidati alla presidenza. Senza ammettere esplicitamente le proprie colpe, il movimento LaRouche accetta di non utilizzare più il nome della U.S. News and World Report in futuro per le proprie interviste telefoniche.
Nel 1984, Lyndon LaRouche e sua moglie Helga Zepp-LaRouche partecipano alla fondazione dello Schiller Institute. Nel 1986, lancia in California la Proposition 64 che avrebbe riportato nuovamente l'AIDS nella "Lista delle malattie trasmissibili" soggette alla legge californiana in materia di salute pubblica. L'iniziativa viene bollata dagli oppositori come un tentativo di introdurre una "quarantena" per i malati di AIDS e di istituire la possibilità di monitorare i rapporti sessuali degli stessi, violando la loro privacy. L'iniziativa viene bocciata sia nel 1984 sia nel 1986, quando viene riproposta dallo stesso LaRouche. Questi si attirerà successivamente anche accuse di omofobia, in seguito a discorsi ed articoli in cui manifesta contrarietà ai diritti civili degli omosessuali.
Sempre nel 1986, il movimento LaRouche vince per la prima volta le primarie del Partito Democratico dell'Illinois per gli incarichi di Vice-Governatore e Segretario di Stato, assegnati rispettivamente a Mark Fairchild e Janice Hart. Per tutta risposta, i democratici dell'Illinois rinunciano a presentare dei propri candidati, mentre il candidato democratico alla carica di Governatore sceglie di concorrere come Vice-Governatore assieme al candidato repubblicano. La vittoria va così ai repubblicani, che stravincono con oltre un milione di voti.
Durante tutti gli anni ottanta, giornali e televisioni affiancano nella quasi totalità dei casi la locuzione "estremista politico" al nome di LaRouche. Questi ne approfitta durante la campagna elettorale del 1988, mostrando uno spot televisivo composto da un collage di vari giornalisti televisivi nell'atto di pronunciare la frase "l'estremista politico Lyndon LaRouche".

## L'arresto e la detenzione (1988 - 1994)
Durante gli anni ottanta, Lyndon LaRouche e sua moglie Helga costruiscono un network politico molto esteso, con diramazioni negli Stati Uniti e in Europa. Gran parte dell'impegno del Movimento LaRouche è dedicato alla vendita delle opere del suo leader e alla sollecitazione di piccole donazioni nelle università, via telefono e perfino negli aeroporti. Alcune indagini giornalistiche però rivelano come questa attività di raccolta fondi talvolta assuma connotati di illegalità: in particolare si riscontrano episodi di evasione fiscale, di finanziamento illecito delle campagne elettorali attraverso i soldi delle vendite editoriali e di "prestiti" ottenuti con l'inganno da persone anziane.
Nell'ottobre del 1986, l'FBI e le autorità dello Stato della Virginia irrompono nel quartier generale di LaRouche a Leesburg (Virginia) alla ricerca di documenti che possano confermare le continue accuse di frode e di estorsione rivolte al movimento. Le indagini portano all'incriminazione di Lyndon LaRouche e di altri sei membri del movimento per cospirazione e frode postale - quest'ultima accusa in relazione all'attività di raccolta fondi. LaRouche è inoltre accusato di evasione fiscale totale dal 1979 (ultimo anno in cui inviò la dichiarazione dei redditi) in poi.
Nel dicembre del 1988, la Corte Federale di Alexandria (Virginia) riconosce colpevoli tutti e sette gli imputati per i reati ascritti loro. LaRouche è condannato a quindici anni di prigione. Per il Movimento LaRouche è un duro colpo, anche se molti dei suoi aderenti si dicono convinti del fatto che l'arresto di LaRouche sia dovuto alle sue idee, piuttosto che ai reati commessi. Comunque, LaRouche non interrompe la sua attività politica durante la detenzione: rilascia interviste, incontra personaggi di rilievo a livello internazionale e lancia la sua quinta candidatura alla presidenza.
Condivide per qualche tempo la cella con il famoso televangelista Jim Bakker, che successivamente descriverà la sua esperienza nel suo libro I was wrong. Bakker si dice "stupito" della conoscenza della Bibbia dimostrata da LaRouche e racconta di come ogni mattina questi si tenesse informato sul movimento tramite telefonate giornaliere, spesso in lingua tedesca. Bakker riporta inoltre che in più di una occasione, LaRouche sembrava essere a conoscenza di fatti ed informazioni giorni prima che questi venissero riportati in televisione. Infine, racconta delle paranoie di LaRouche e di come fosse convinto del fatto che la cella fosse stata messa sotto controllo con delle microspie. La Rouche viene rilasciato sulla parola nel 1994.
Nel frattempo (1992), un nuovo caso coinvolge il Movimento LaRouche: il padre di Lewis du Pont Smith (membro della rinomata famiglia du Pont) si rivolge al Cult Awareness Network perché rapissero suo figlio e lo deprogrammassero. Il giovane Lewis però si rifiuta di andarsene e suo padre cerca di farlo dichiarare "incapace". L'incidente culmina in una serie di ripercussioni legali anche gravi, che però non portano ad alcuna incriminazione.

## La scarcerazione e le nuove iniziative
Dopo la grazia (1994) da parte del presidente Clinton, LaRouche continua la sua attività politica, concentrandosi soprattutto sugli Stati del cosiddetto "Terzo Mondo". Il 12 giugno 1994 è invitato a presenziare ad una cerimonia a San Paolo (Brasile), in cui riceve la cittadinanza onoraria.
Nel 1995, pubblica un articolo su un quotidiano svedese dichiarando che il Primo ministro Olof Palme è stato assassinato perché era a conoscenza dello scandalo Irangate.
Nel 1996, LaRouche tenta per la sesta volta la candidatura alla presidenza, ricevendo abbastanza voti da una parrocchia della Louisiana da guadagnare due "grandi elettori". Ma il presidente del Comitato Nazionale del Partito Democratico, Don Fowler, rifiuta la candidatura di LaRouche, impedendo così di considerare validi i voti da lui ricevuti. LaRouche ricorre alla magistratura ordinaria, appellandosi al Voting Rights Act, ma perde. Ricorre in appello e perde nuovamente nel 1999. La Corte statuisce infatti che, sulla base della libertà di associazione, i partiti politici hanno il diritto di poter rifiutare eventuali candidati.
Larouche prevede nel 1998, con largo anticipo, la bolla finanziaria creata dalla "New Economy" [2000], in quel periodo elabora una serie di modelli econometrici che gli consentono di prevedere con incredibile anticipo la crisi finanziaria del 2007. Giudicato un pazzo visionario dall'allora segretario del tesoro Paulson.
Il 1º dicembre 1998 partecipa ad un incontro della Società Messicana di Geografia e Statistica assieme alla moglie Helga e all'ex presidente messicano José López Portillo. Portillo così introduce il discorso di LaRouche:
Durante lo "scandalo Monica Lewinsky", LaRouche si schiera risolutamente in difesa del presidente Clinton. L'intero Movimento LaRouche si mobilita e crea un "Comitato per salvare la presidenza", che raccoglie firme da tutto il Paese contro l'ipotesi di dimissioni o di impeachment. LaRouche si dice inoltre convinto che, dietro gli attacchi a Clinton, si celino le stesse persone che in passato lo hanno attaccato.
Le primarie democratiche del 2000 vedono Lyndon LaRouche raggiungere percentuali a doppia cifra in molti Stati, ottenendo il miglior risultato in Arkansas (il 22% dei suffragi, contro il 78% di Al Gore). Nel Kentucky si piazza terzo con l'11% dei voti, dietro Al Gore e Bill Bradley (ex-giocatore di basket diventato senatore). Anche in questo caso, il Partito Democratico si rifiuta di considerare validi i voti di LaRouche, escluso dalla competizione perché ufficialmente "non riconosce la piattaforma politica del partito".
Sempre nel 2000, i democratici candidano alla presidenza dello Stato del Wyoming Mel Logan, seguace di LaRouche, che verrà travolto dal Governatore repubblicano in carica Craig Thomas (76% dei suffragi contro il 23% di Logan).
Nel 2001 e nel 2003 partecipa a numerose conferenze e seminari in India. Sempre nel 2001 visita la Russia, intervenendo in più occasioni presso la Commissione Economia della Duma e l'Accademia Russa delle Scienze.
Nell'ottobre del 2002, inizia una campagna per far sì che il vicepresidente in carica Dick Cheney rassegnasse le dimissioni o, in subordine, che venisse rimosso dal "ticket" del Partito Repubblicano per le elezioni del 2004.
LaRouche e tutte le ramificazioni del suo movimento si oppongono alla seconda guerra del Golfo. LaRouche è stato citato a tal proposito dal  Syria Times. come "una delle voci statunitensi più ragionevoli" per aver affermato che la guerra è il risultato di:
Chip Berlet, a proposito di quest'ultima affermazione apparsa anche su altre riviste arabe e musulmane, ha dichiarato che essa rappresenta i tipici stereotipi complottisti ed antisemiti, con particolare riferimento a quella che Berlet definisce come una "descrizione stereotipata dei neoconservatori e del loro potere".
LaRouche concorre ancora una volta alle primarie democratiche nel 2004. Non rientra nel novero dei candidati maggiori e partecipa soltanto a forum alternativi dedicati ai candidati minori. Alcuni attivisti del Movimento LaRouche disturbano però gli incontri degli altri candidati, generalmente per reclamare la possibilità per LaRouche di partecipare ai dibattiti principali.
LaRouche concorre nonostante la Virginia (suo Stato natale) sia uno degli ultimi Stati che priva gli ex-detenuti del diritto di voto, poiché né la Costituzione né lo Statuto Federale prevedono l'iscrizione nelle liste elettorali fra le condizioni richieste per essere eletti alla carica di presidente degli Stati Uniti.
Il National Right to Life Committee, nella sua dichiarazione di voto per le elezioni presidenziali del 2004, riconosce a LaRouche ben il 75% delle preferenze interne per le sue posizioni in difesa della vita tout court (essendo contro l'eutanasia, la pena di morte, eccetera). Anche due "grandi elettori" democratici, Erik Fleming del Mississippi e Harold James della Pennsylvania, spendono buone parole per LaRouche. Successivamente però, Fleming dichiarerà pubblicamente di essersi pentito dell'appoggio fornitogli, definendo la sua scelta "il peggior errore mai commesso".
LaRouche ottiene, nonostante tutto, scarsa visibilità e un altrettanto scarso seguito elettorale. Il Partito Democratico ad ogni modo ha annullato ancora una volta la sua candidatura e i voti da lui ricevuti. LaRouche presenzia a Boston durante la Convenzione Nazionale Democratica del 2004 (senza parteciparvi) e tiene una conferenza stampa in cui dichiara pieno sostegno al candidato John Kerry, chiedendo ai membri della sua organizzazione di mobilitarsi per sconfiggere George W. Bush alle elezioni presidenziali del 2004.
Negli ultimi anni, Lyndon LaRouche tiene delle videoconferenze diffuse via Internet su temi economici, principalmente sulle azioni ritenute urgenti a sostegno della ripresa economica mondiale.
In Italia LaRouche ha iniziato ad operare alla fine degli anni settanta quando creò il Partito Operaio Europeo. Attualmente egli ha stretto rapporti specialmente con il gruppo dirigente di Rifondazione Comunista che lo ha invitato a un dibattito tenutosi alla Camera dei deputati nel febbraio 2007 a cui ha partecipato il capogruppo On. Gennaro Migliore. Nel settembre del 2007, grazie all'opera di facilitazione del PRC, LaRouche ha tenuto un'audizione al Senato della Repubblica sulla crisi della finanza americana.
Lyndon LaRouche è deceduto a 96 anni nel febbraio 2019.

## Il "Movimento giovanile LaRouche"
Il risultato più significativo ottenuto dal Movimento LaRouche fin dalla scarcerazione del suo leader (1994) è sicuramente la creazione nel 1999 del Movimento giovanile LaRouche (LaRouche Youth Movement, LYM). Descritto come un culto che spesso utilizza tecniche di lavaggio del cervello, il LYM è nelle intenzioni dei proponenti il tentativo di costituire una nuova generazione di individui in grado di intervenire nella crisi attuale, sfidando personalmente gli aspetti di decadenza culturale e morale che stanno danneggiando la scienza, la politica e l'economia, e compromettono la possibile ripresa economica. Il movimento recluta soprattutto giovani fra i 18 e i 25 anni.
Il LYM, talvolta, si è reso protagonista nel 2003 e nel 2004 di azioni di disturbo, che avrebbe l'obiettivo di scuotere le coscienze di taluni candidati e orientare le manifestazioni del Partito Democratico Statunitense verso i problemi veri della nazione e dell'economia nazionale.
A margine di una conferenza organizzata a Wiesbaden (Germania) dallo Schiller Institute e dal LYM, cui era stato invitato assieme ad altri giovani, lo studente universitario Jeremiah Duggan (britannico di origini ebraiche) morì in circostanze misteriose, investito da un automezzo. Il Movimento LaRouche si attenne alla valutazione della polizia tedesca, che parlò di suicidio. In Gran Bretagna però, si continua a negare l'ipotesi di suicidio, avanzando l'ipotesi che Duggan, ex paziente del noto Tavistock Institute, sia morto "in uno stato di terrore".

## Opere
Lyndon LaRouche ha scritto numerosi articoli, trattati e libri, la maggior parte dei quali pubblicati attraverso il proprio movimento. Fra questi i più importanti sono:
- 1980 - The Power of the Reason (la prima autobiografia)
- 1983 - There Are No Limits to Growth
- 1984 - So, You Wish To Learn All About Economics
- 1988 - The Power of Reason 1988 (la seconda autobiografia)
- 1991 - The Science of Christian Economy
- 2005 - Earth's Next Fifty Years

Vari documenti sono disponibili in lingua italiana sul sito del Movimento internazionale per i diritti civili - Solidarietà ( Movimento Solidarietà - Associazione di LaRouche in Italia.).